# Loch Tay
Loch Tay är en sjö i Storbritannien.   Den ligger i riksdelen Skottland, i den norra delen av landet, 600 km nordväst om huvudstaden London. Loch Tay ligger 153 meter över havet. Arean är 26,4 kvadratkilometer.I omgivningarna runt Loch Tay växer i huvudsak blandskog.